# Антигітлерівська коаліція

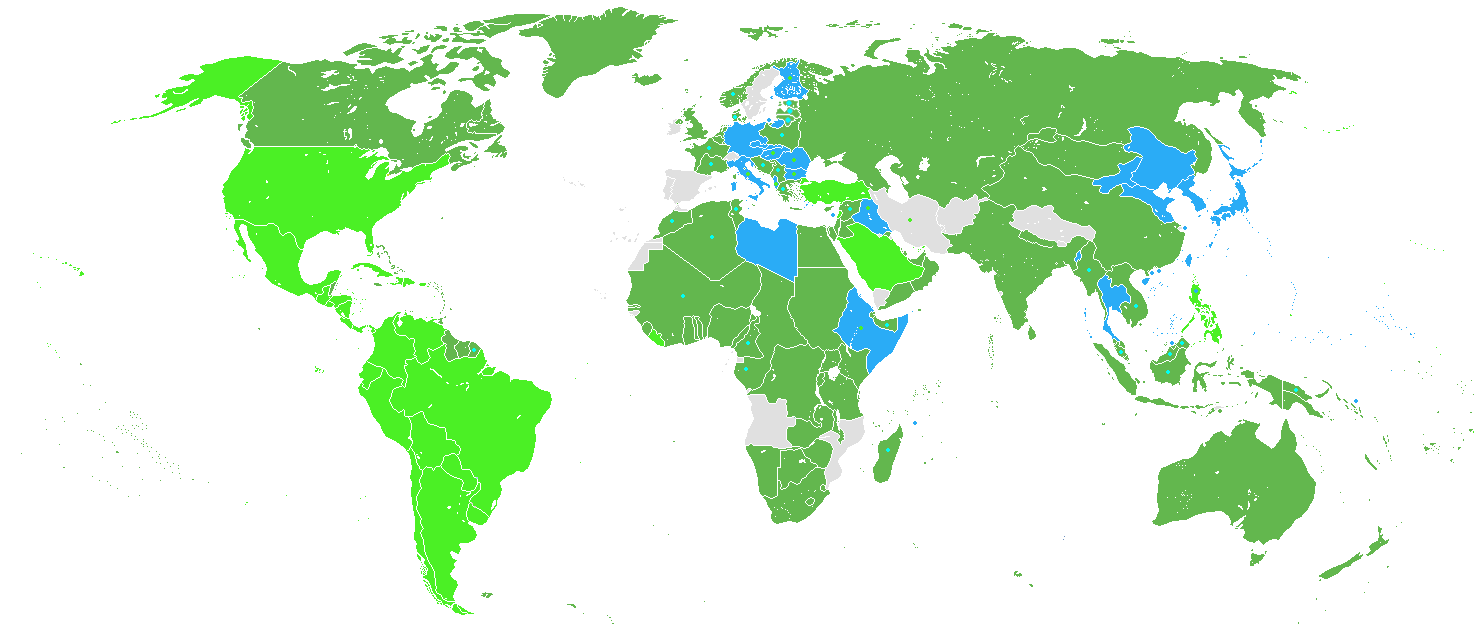

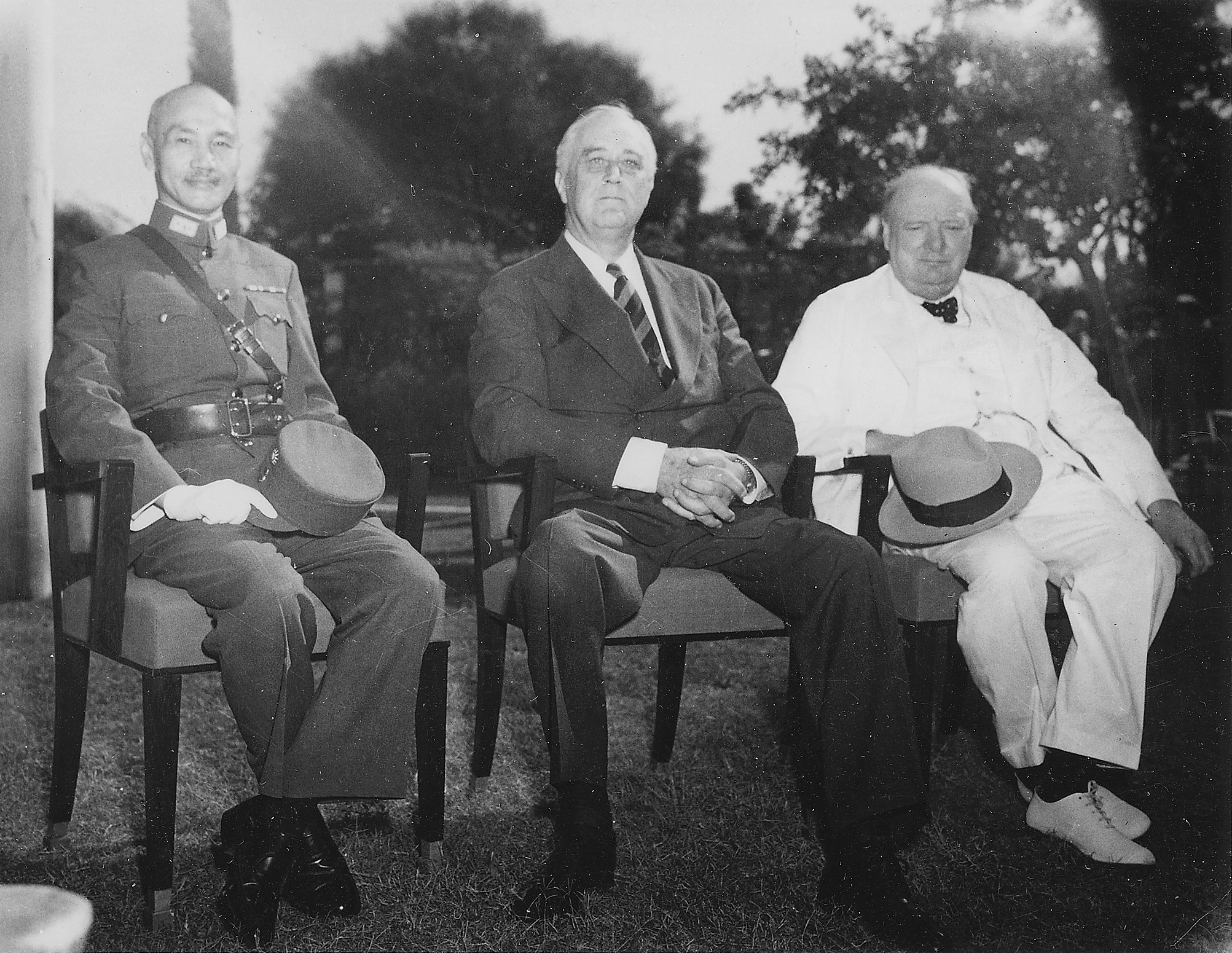
Чан Кайші, Франклін Рузвельт і Вінстон Черчилль на Каїрській конференції, 25 листопада 1943

Антигітлерівська коаліція, також відомі як союзники, альянти (англ. Allies; фр. Alliés), офіційно Об'єднані нації (United Nations) з 1942 — воєнно-політичне об'єднання держав, які під час Другої світової війни воювали проти нацистської Німеччини, Італії, Японії та їхніх сателітів, союзників і спільно воюючих.

## Опис
Антигітлерівська коаліція виникла внаслідок гітлерівського нападу на Польщу 1 вересня 1939 року. Велика Британія і Французька республіка в ультимативній формі зажадали від Третього Рейху припинити агресію і, не отримавши відповіді, 3 вересня оголосили їй війну. Так склалася перша Антигітлерівська коаліція.
У травні — червні 1940 року гітлерівський вермахт розгромив британо-французький блок. 22 червня Французька республіка капітулювала, Велика Британія продовжувала воювати. Її союзниками залишилися тільки емігрантські уряди окупованих Гітлером країн, що знайшли притулок у Лондоні (польський, чехословацький, югославський). Як військовий союз Антигітлерівська коаліція перестала існувати.
23 квітня 1940 року на засіданні Верховної ради за участю Невілла Чемберлена та Поля Рейно британський прем'єр повідомив, що негативна позиція Туреччини унеможливлює завдання ударів по території СРСР у найближчому майбутньому. Обґрунтовуючи свою думку, Невілл Чемберлен підкреслив, що для такої операції необхідно використовувати повітряний простір Туреччини або Ірану. Проте генерал Максим Вейган пропонував бомбардувати нафтові райони Кавказу. Першого удару по нафтових районах СРСР планували завдати наприкінці червня 1940 року. Керівництво Франції надавало операції «Кавказька нафта» настільки великого значення, що, попри введення німецьких військ у Данію та Норвегію, прем'єр-міністр Поль Рейно надав військовим структурам наказ про дводенну готовність до нападу на Баку.
Однак союзники не встигли реалізувати план «Кавказька нафта»: 8 червня 1940 року, на жаль, фашистські війська увійшли до Парижа.
Напад нацистської Німеччини на СРСР 22 червня 1941 року докорінно змінив ситуацію. 12 липня 1941 року у Москві укладено британо-радянську угоду про спільні дії у війні проти Третього Рейху. Утворилася друга Антигітлерівська коаліція. 11 грудня 1941 року Гітлер оголосив війну США й Антигітлерівська коаліція поповнилася новими членами. Юридичне оформлення Антигітлерівської коаліції завершилося підписанням 1 січня 1942 року у Вашингтоні Декларації 26 держав, які вважалися членами військового союзу. Проте фактично з гітлерівським блоком воювали тільки Велика Британія з домініонами, СРСР і США.
Антигітлерівській коаліції належить історична заслуга в розгромі агресорів, які розв'язали війну з метою встановлення свого світового панування. Найбільший тягар боротьби проти гітлерівської Німеччини припав на Радянський Союз. США до 1944 року основну масу своїх чинних збройних сил спрямовували проти Японії. СРСР вступив у війну з Японською імперією через три місяці після підписання акта капітуляції Німеччини.
Загальновизнаною політичною програмою другої Антигітлерівської коаліції була Атлантична хартія від 14 серпня 1941 року, запропонована президентом США Франкліном Рузвельтом. Продовженням Антигітлерівської коаліції у повоєнний час стало створення Організації Об'єднаних Націй.

## Учасники Антигітлерівської коаліції

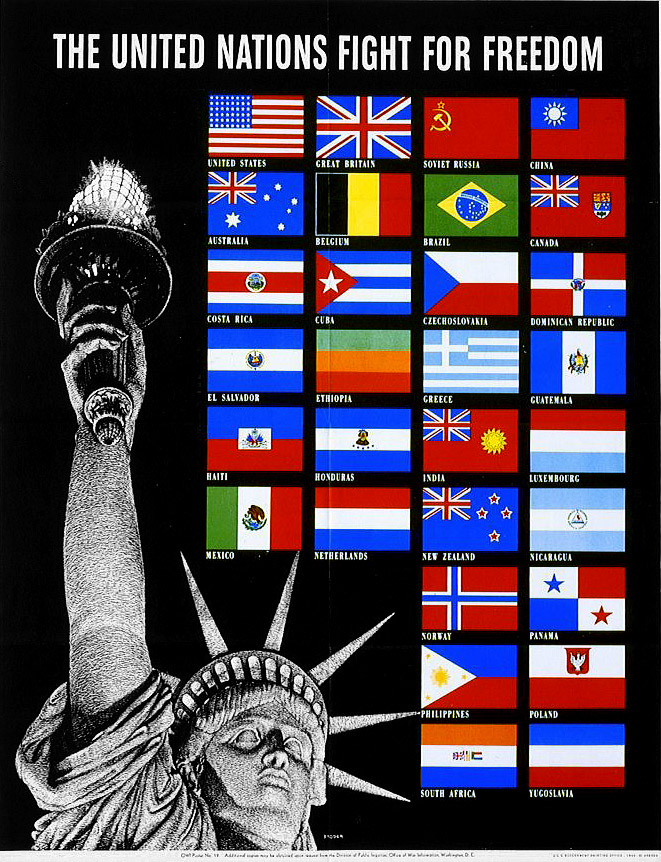
Учасники Антигітлерівської коаліції станом на 1942 рік

### Післянімецько-радянськоговторгнення до Польщі
- Польська республіка: 1 вересня 1939
- Австралія: 3 вересня 1939
- Французька республіка: 3 вересня 1939
- Нова Зеландія: 3 вересня 1939
- Велика Британія: 3 вересня 1939
- Непал: 4 вересня 1939
- Південно-Африканський Союз: 6 вересня 1939
- Канада: 10 вересня 1939

### Після початкуДругої світової війни
- Норвегія: 9 квітня 1940
- Бельгія: 10 травня 1940
- Люксембург: 10 травня 1940
- Нідерланди: 10 травня 1940
- Чехословацька республіка:18 липня 1940
- Грецьке королівство: 28 жовтня 1940
- Королівство Югославія: 6 квітня 1941

### Післявторгнення в СРСР
- СРСР: 22 червня 1941
- Тувинська Народна Республіка: 25 червня 1941 (увійшла до складу СРСР у 1944)
- Монгольська Народна Республіка: 9 серпня 1941

### Післяатаки на Перл-Гарбор
- Панама: 7 грудня 1941
- США: 8 грудня 1941, разом з:
  -  Філіппіни
- Коста-Рика: 8 грудня 1941
- Домініканська Республіка: 8 грудня 1941
- Сальвадор: 8 грудня 1941
- Гаїті: 8 грудня 1941
- Гондурас: 8 грудня 1941
- Нікарагуа: 8 грудня 1941
- Республіка Китай: 9 грудня 1941 (у стані війни з Японською Імперією з 1937)
- Гватемала: 9 грудня 1941
- Куба: 9 грудня 1941

### ПісляДекларації Об'єднаних Націй
- Мексика: 22 травня 1942
- Бразилія: 22 серпня 1942
- Ефіопська імперія: 14 грудня 1942 (раніше окупована Королівством Італія)
- Королівство Ірак: 17 січня 1943 (окуповано Союзниками у 1941)
- Болівія: 7 квітня 1943
- Колумбія: 26 липня 1943
- Іран: 9 вересня 1943 (окупований Союзниками у 1941)
- Демократична Федеративна Югославія: 1 грудня 1943[3]
- Ліберія: 27 січня 1944
- Перу: 12 лютого 1944

### ПісляБілоруськоїтаНормандської операцій
- Румунське королівство: 23 серпня 1944 (раніше член Осі)
- Царство Болгарія: 8 вересня 1944 (раніше член Осі)
- Фінляндія: 15 вересня 1944 (3 березня 1945[4]; колишня сторона, що воювала спільно з Німеччиною у Війні-продовженні. 3 березня 1945 Фінляндія заднім числом оголосила війну Німеччині з 15 вересня 1944)
- Сан-Марино: 21 вересня 1944
- Демократичний уряд Албанії: 26 жовтня 1944 (раніше окупована Королівством Італія)
- Бахавалпур 2 лютого 1945
- Еквадор: 2 лютого 1945
- Парагвай: 7 лютого 1945
- Уругвай: 15 лютого 1945
- Венесуела: 15 лютого 1945
- Туреччина: 23 лютого 1945
- Ліван: 27 лютого 1945
- Саудівська Аравія: 1 березня 1945
- Аргентина: 27 березня 1945[5]
- Чилі: 11 квітня 1945 оголосило війну Японії[4]
- Італія: 14 липня 1945 Королівство Італія офіційно оголосило війну Японії[6]

## Країни, що воювали разом
- Фінляндія — після Московського перемир'я у вересні 1944 Фінляндія воювала на боці союзників проти сил Осі до квітня 1945 в Лапландській війні.
- Королівство Італія — 8 вересня 1943 року Італія підписала перемир'я в Кассіблі із Союзниками, закінчивши війну Італії із Союзниками та припинивши участь Італії в Осі. Очікуючи негайної помсти з боку Німеччини, Віктор Еммануїл III та італійський уряд переїхали на південь Італії під контролем Союзників. Німеччина розцінила дії італійського уряду як акт зради і німецькі війська негайно окупували всі італійські території поза контролем Союзників[7].